# Cristina Luisa de Oettingen-Oettingen
Cristina Luisa de Oettingen-Oettingen (Oettingen, 20 de marzo de 1671- Blankenburg, 12 de noviembre de 1747) fue una princesa alemana de la Casa de Oettingen y, por matrimonio, duquesa de Brunswick-Luneburgo.

## Primeros años de vida
Cristina Luisa era la tercera hija de Alberto Ernesto I de Öttingen-Öttingen (1642-1683), elevado al rango de príncipe en el año 1674, y de la duquesa Cristina Federica de Wurtemberg (1644-1674).

## Matrimonio
La princesa contrajo matrimonio el 22 de abril de 1690 en Aurich con el duque Luis Rodolfo de Brunswick-Luneburgo. Cristina Luisa y su esposo se trasladaron a vivir a Blankenburg, a una propiedad cedida por Antonio Ulrico de Brunswick-Luneburgo, su suegro. De su matrimonio nacieron cuatro hijas mujeres, de las que sólo tres llegaron a la adultez. Luis Rodolfo supo elegir óptimos partidos para sus hijas por lo que llegaron a ser abuelos de importantes soberanos como María Teresa I de Austria, Pedro II de Rusia, la reina de Prusia Isabel Cristina de Brunswick-Wolfenbüttel-Bevern y la reina de Dinamarca Juliana María. 
La duquesa Cristina Luisa está enterrada junto a su esposo en la catedral de Brunswick.

## Descendencia
- Isabel Cristina (1691-1750), esposa del emperador Carlos VI (1685-1740) y madre de la emperatriz María Teresa.
- Carlota Cristina (1694-1715), esposa del zarevitch Alexis Petróvich (1690-1718), hijo de Pedro el Grande
- Antonieta Amalia (1696-1762), casada con su tío Fernando Alberto II de Brunswick-Luneburgo (1680-1735).